# Monastero greco-ortodosso di San Giovanni Theristis
Il monastero ortodosso di San Giovanni Theristis si trova presso Bivongi, in provincia di Reggio Calabria ed attualmente vi risiede stabilmente una comunità monastica appartenente alla Diocesi Romena Ortodossa d'Italia.

## Storia

### Le origini
La Calabria fu sotto il dominio bizantino sino agli inizi dell'XI secolo, permettendo che la regione conservasse la cultura e la lingua greca e che nel territorio si sviluppasse il cristianesimo di rito bizantino piuttosto che di rito latino.
L'Italia meridionale divenne in quei secoli una delle principali mete dei monaci ortodossi provenienti dall'oriente, soprattutto a partire dal VII secolo dopo la lotta degli iconoclasti. In Aspromonte sorsero moltissimi monasteri, soprattutto nella Vallata dell'Amendolea e nella Vallata dello Stilaro e vi furono parecchi santi italogreci.
Proprio nella vallata dello Stilaro visse ed operò nel IX secolo San Giovanni Theristis. Dopo la sua morte la sua fama presso le popolazioni della zona crebbe così tanto che esse lo acclamarono santo e divennero meta di pellegrinaggio i suoi luoghi ed il suo aghiasma (fonte sacra).

### L'antico monastero

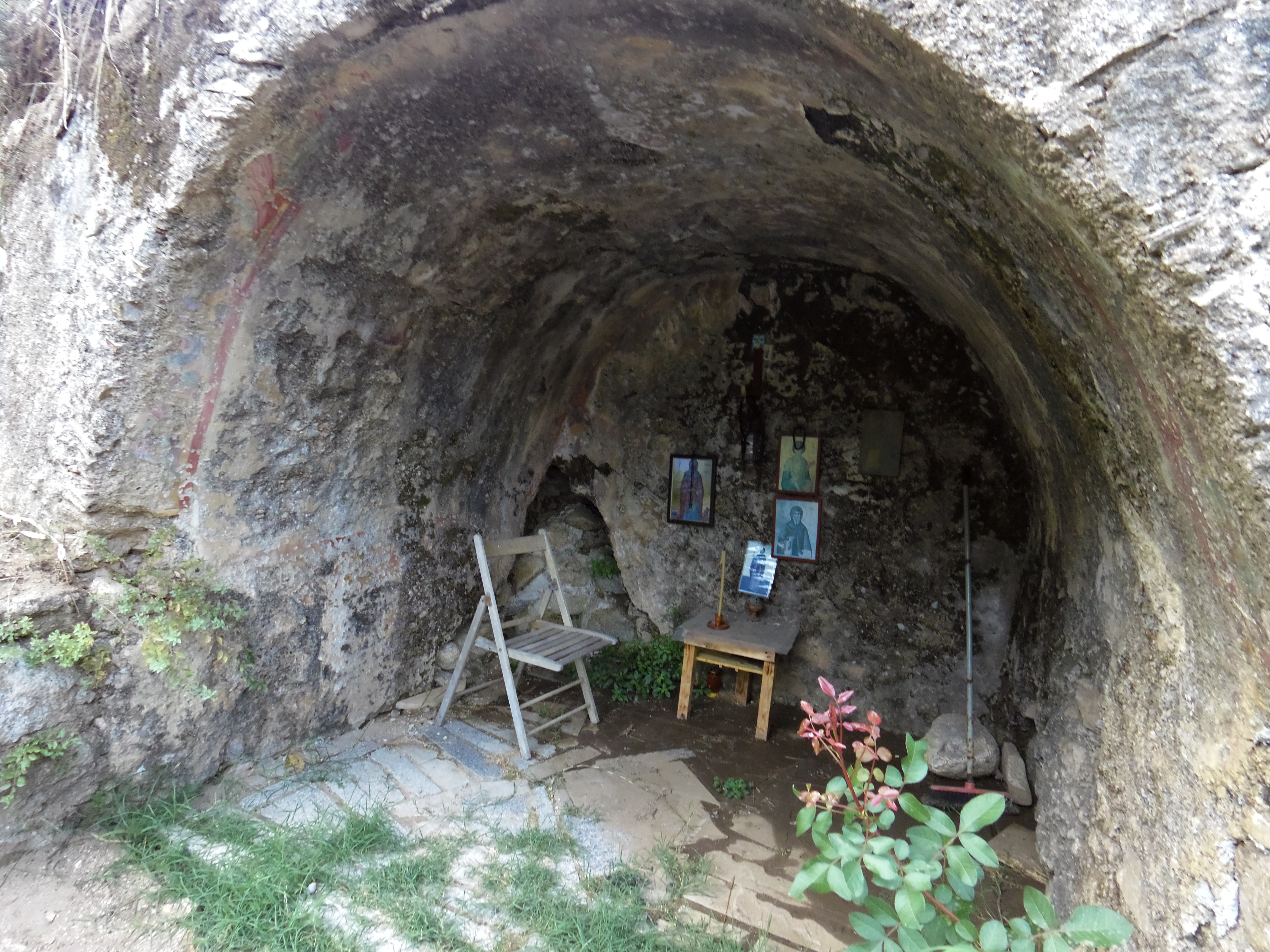
Grotta eremitica di San Giovanni Theristis Bivongi (agosto 2015)

Nel luogo di questo aghiasma sorse nell'XI secolo un monastero bizantino a lui intitolato. Esso si sviluppò in periodo normanno come uno dei più importanti monasteri basiliani nel Meridione d'Italia e mantenne splendore e ricchezza sino al XV secolo. I suoi monaci erano molto dotti e possedeva una vasta biblioteca e ricchi tesori.
Il monastero cominciò a conoscere in seguito fasi di declino, come tutti i monasteri greci della zona: nel 1457 il visitatore apostolico del Papa ne constatava la decadenza.
Nel Seicento una banda di briganti creò molte difficoltà al monastero e nel 1662 i monaci lo abbandonarono definitivamente per trasferirsi nel convento più grande di San Giovanni Theristis fuori le mura a Stilo, dove furono portate le reliquie di San Giovanni Theristis e dei Santi asceti Nicola e Ambrogio.
All'inizio dell'800, in seguito alle leggi napoleoniche sui beni ecclesiastici, divenne proprietà del comune di Bivongi. Appartenne poi a diversi proprietari, che lo adattarono all'uso agricolo. Gli eredi dell'ultimo proprietario lo donarono nel 1980 nuovamente al comune di Bivongi.

### La rinascita

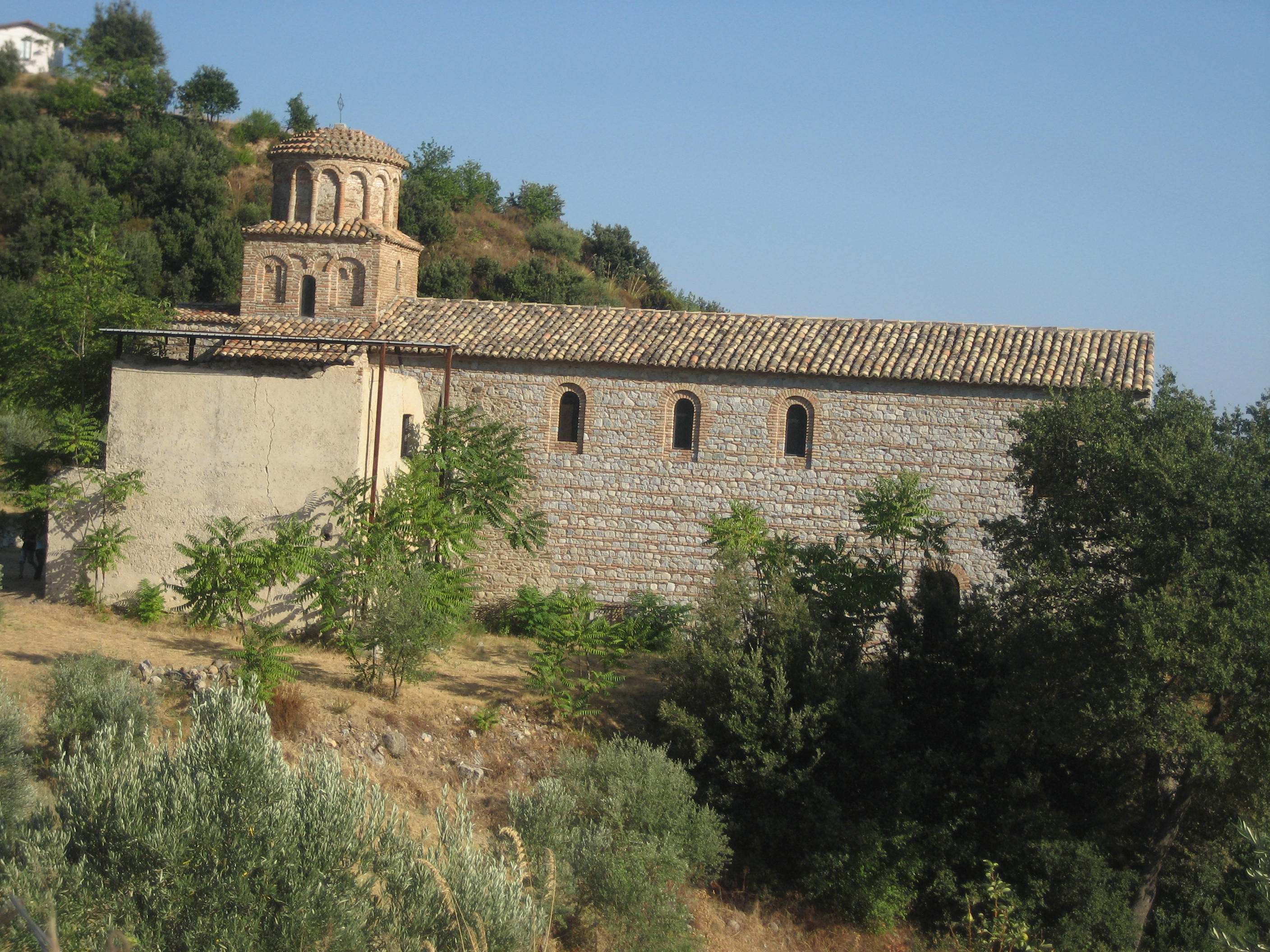
Monastero lato ristrutturato

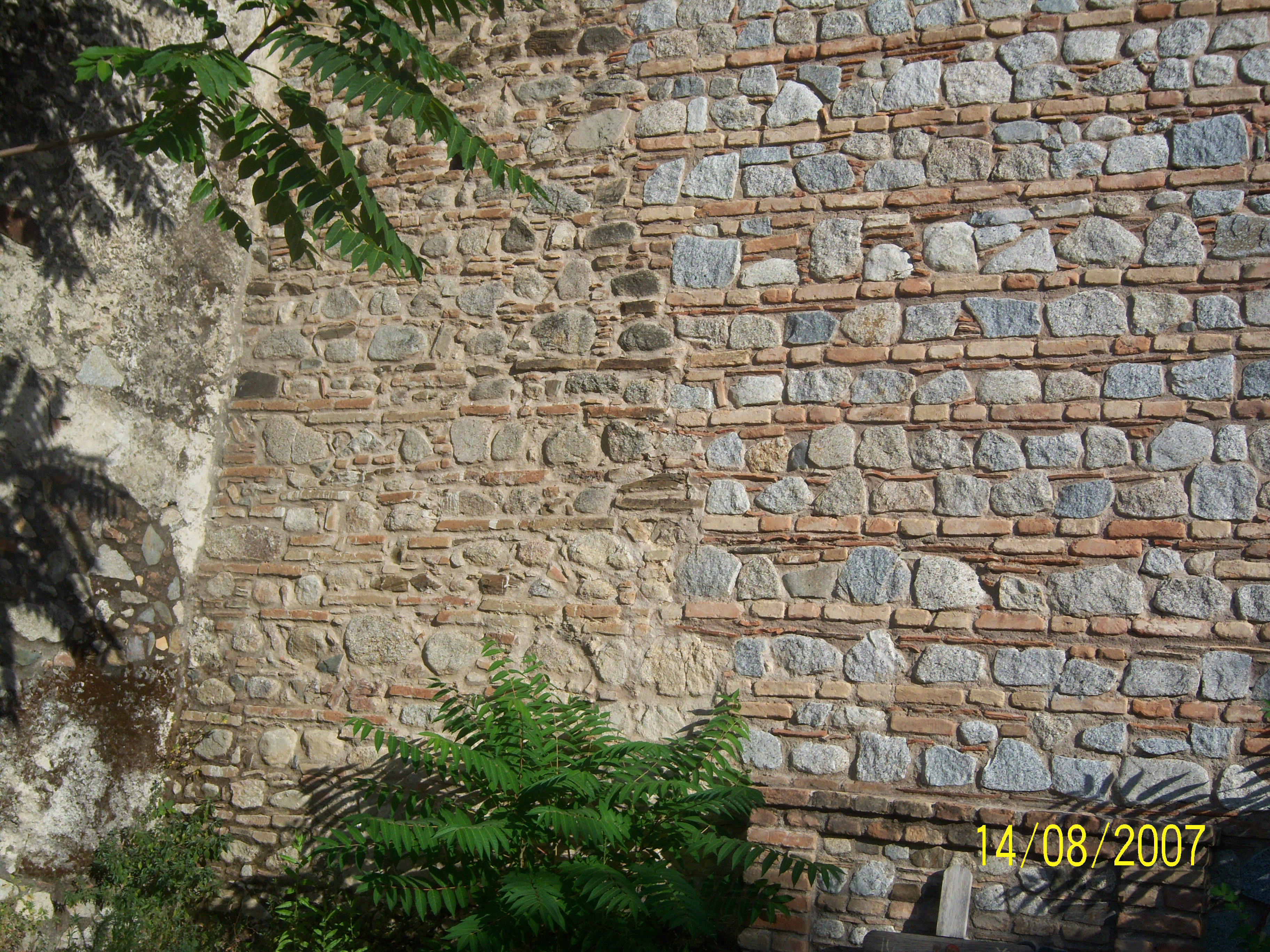
Parte del muro antico e parte del muro ristrutturato

Il monastero, dismesso nel corso del XVII secolo con il trasferimento dei monaci a Stilo, fu scoperto da Paolo Orsi nel primo decennio del 1900, il quale per la lontananza dal centro urbano e per la mancanza di una comoda viabilità nulla poté fare per salvaguardarlo. Il San Giovanni fu "riscoperto" nel 1965 da Franco Ernesto, allora sindaco di Bivongi, il quale si adoperò affinché il monastero ed il Katholicon fossero conosciuti e salvaguardati.
Nel 1990 cominciarono i lavori di ristrutturazione dell'edificio e dell'area per riportarlo ad essere nuovamente un luogo di preghiera per i monaci ortodossi. Nel 1994 cominciarono a vivervi stabilmente i primi monaci athoniti provenienti da Monte Athos e nel dicembre dello stesso anno il Consiglio regionale della Calabria dichiarò sacra l'area compresa fra i fiumi Stilaro e Assi per facilitare l'insediamento dei monaci. Il 24 febbraio 1995 il comune di Bivongi consegnò ufficialmente il monastero all'Arcidiocesi ortodossa d'Italia e Malta per un tempo di 99 anni. Questo monastero è il primo in Italia ad essere stato fondato da monaci athoniti provenienti direttamente dall'Athos.
Il 21 marzo 2001 il monastero fu visitato dal Patriarca di Costantinopoli Bartolomeo I, che vi riportò una reliquia di San Giovanni Theristis dall'omonima chiesa di Stilo. Nel 2002 sono stati definitivamente ultimati i lavori con il completamento della ricostruzione del katholikon.
Nel 2008 il Consiglio comunale di Bivongi, ha concesso l'uso del Monastero per 99 anni alla Chiesa ortodossa rumena in Italia in seguito alla mancata custodia da parte dei Greci, così come accadde qualche mese prima con il Monastero di Badia a Mandanici in Sicilia, tornato nelle mani del Comune che lo aveva concesso.

## Il tempio

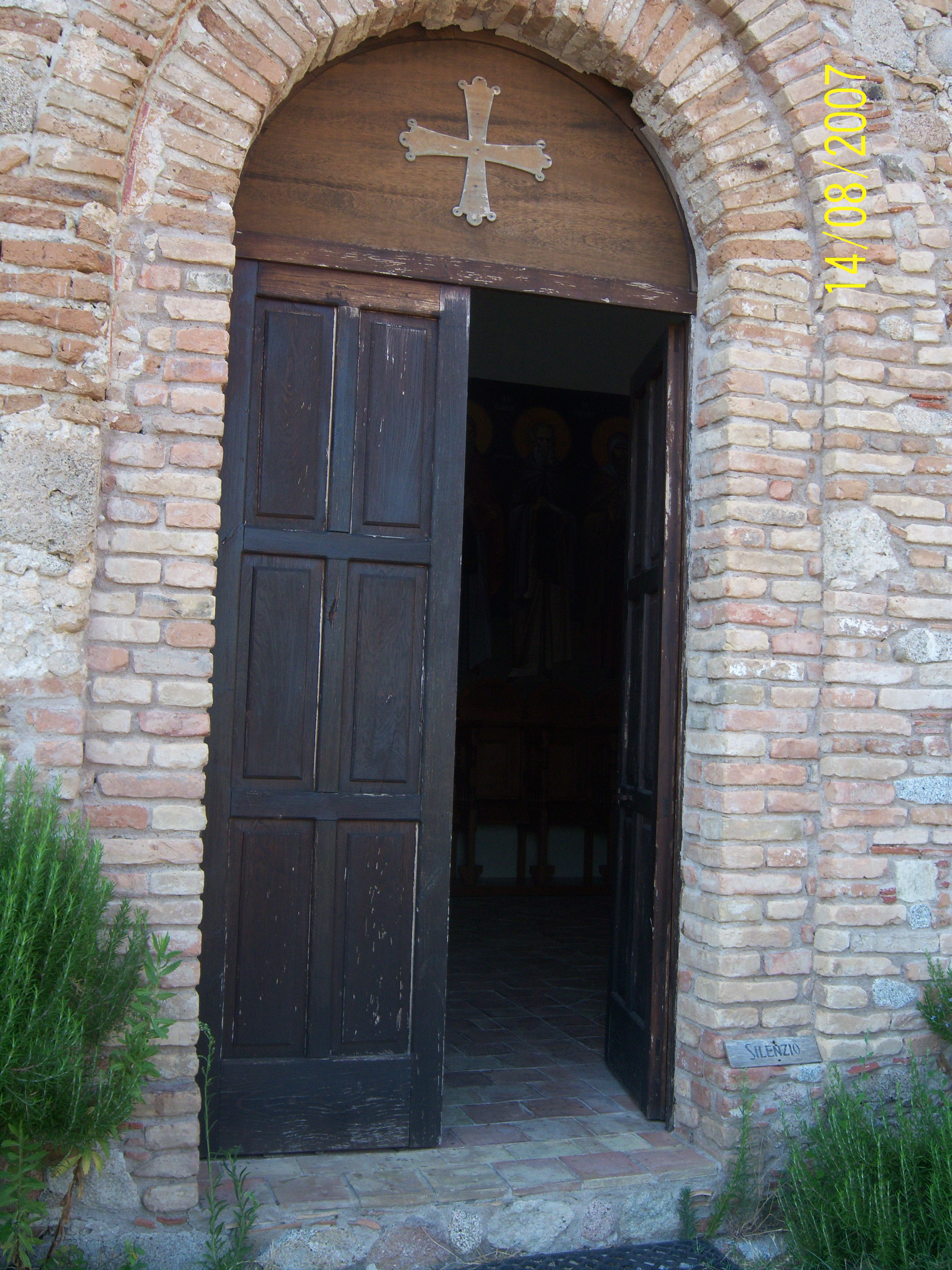
Ingresso al tempio

Costruita nella seconda metà dell'XI secolo, la basilica costituisce una chiara testimonianza architettonica di transizione dall'epoca bizantina a quella latina. Infatti presenta frammisti tra loro elementi architettonici bizantini e normanni. La basilica si presenta come chiesa bizantina, ma con dimensioni normanne.
Elementi dell'architettura normanna si notano all'intero, nei quattro pilastri angolari chiusi da quattro archi che sorreggono la cupola;  quello della navata e quello del presbiterio sono a sesto acuto (gotici). La cupola poggia su una base cubica contornata da due file di denti di sega e diventa, all'altezza delle 4 finestrelle, ottagonale, a causa di quattro nicchiette che smussano gli angoli del cubo. Sul prisma ottagonale s'innesta il cilindro della cupola coperto da una calotta ribassata.
Lo stile bizantino è invece evidente nell'esterno della basilica, nei muri perimetrali costruiti con strati di pietra concia e con cotto alternati, contornati da lesene di mattoni posti di piatto e di coltello che in alto si chiudono ad arco, nelle lesene all'esterno dell'abside che, intersecandosi, formano archi ogivali ed insieme a tutto tondo arieggianti motivi dell'architettura araba. Tracce di affreschi denotano come i muri della basilica siano stati affrescati già dalla sua edificazione e la più notevole di queste raffigura San Giovanni Theristis.
Le absidiole esterne e quella principale, gli spioventi delle stesse e dei bracci del transetto, la cupola, con il tamburo contornato da 16 sottili colonnine a mezzo tondo in cotto, che tutto sovrasta, offrono nell'insieme la visione di una struttura protesa verso l'alto.
L'interno oggi si presenta nuovamente ricco di icone, pitture, affreschi e ammirevoli arredi sacri come l'iconostasi o lo splendido lampadario in oro nella navata centrale, con una grande base di dodici lati, su ognuno dei quali è raffigurato un apostolo.

## Galleria d'immagini

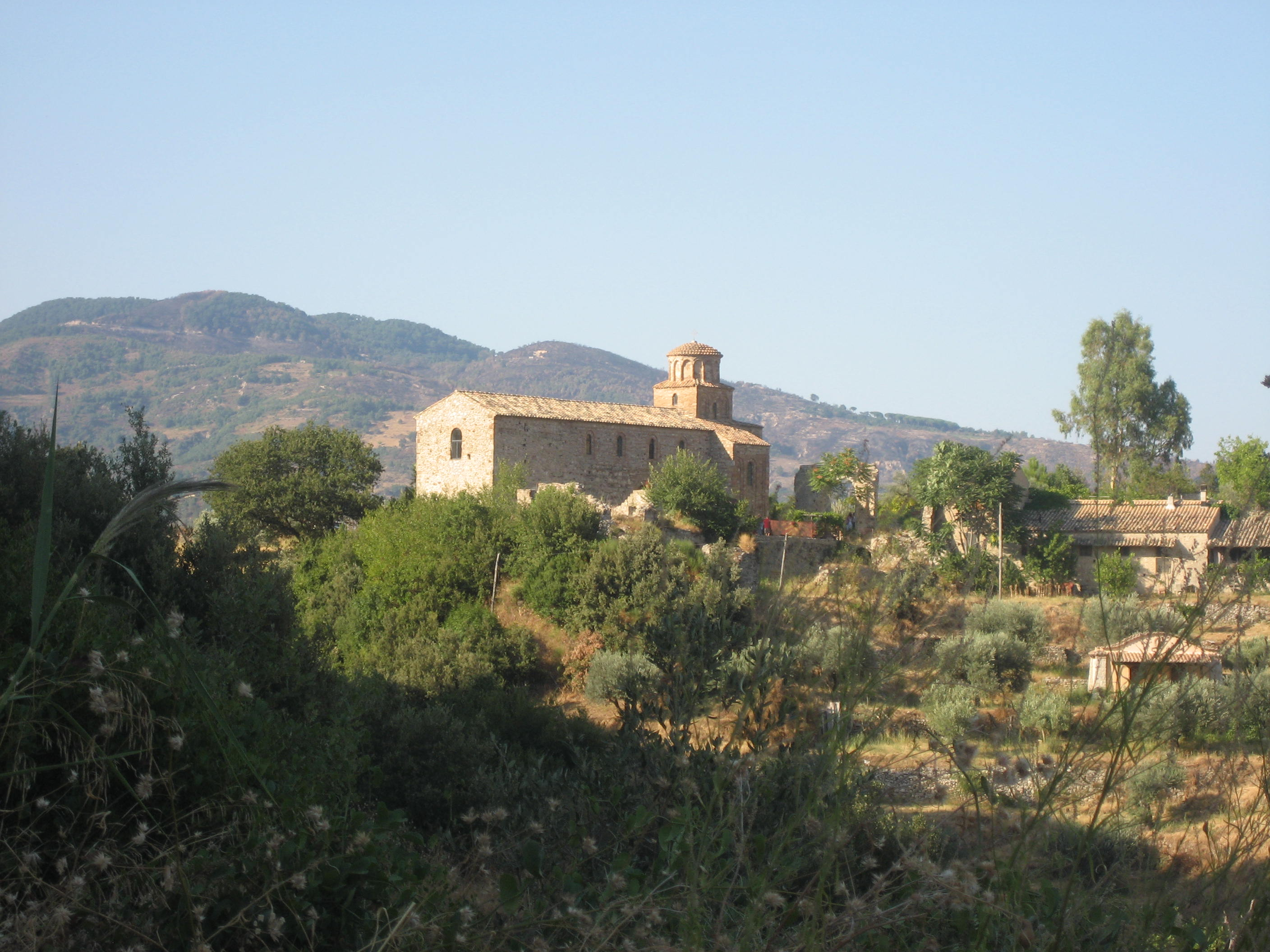
Il monastero
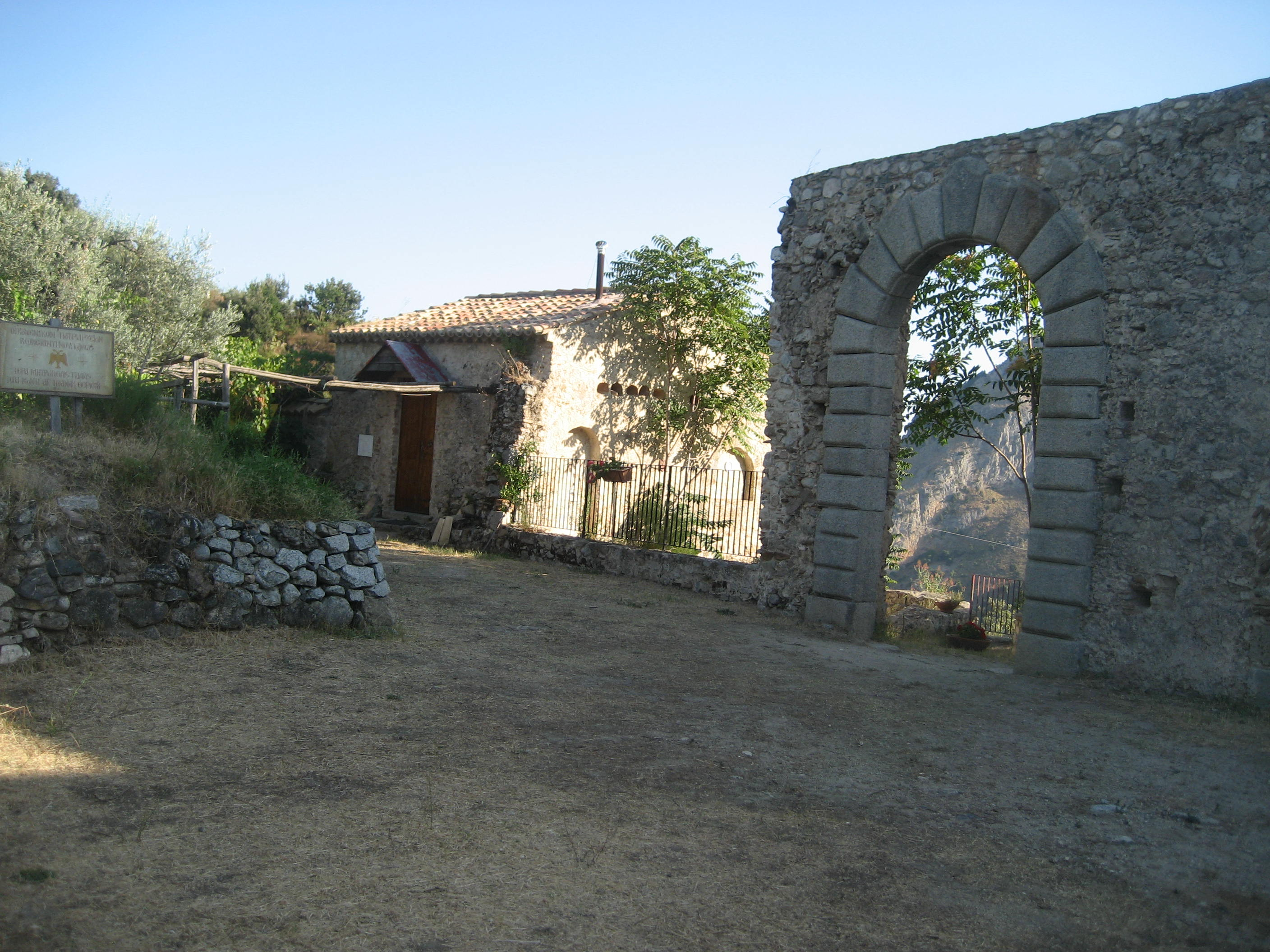
Di fronte al monastero
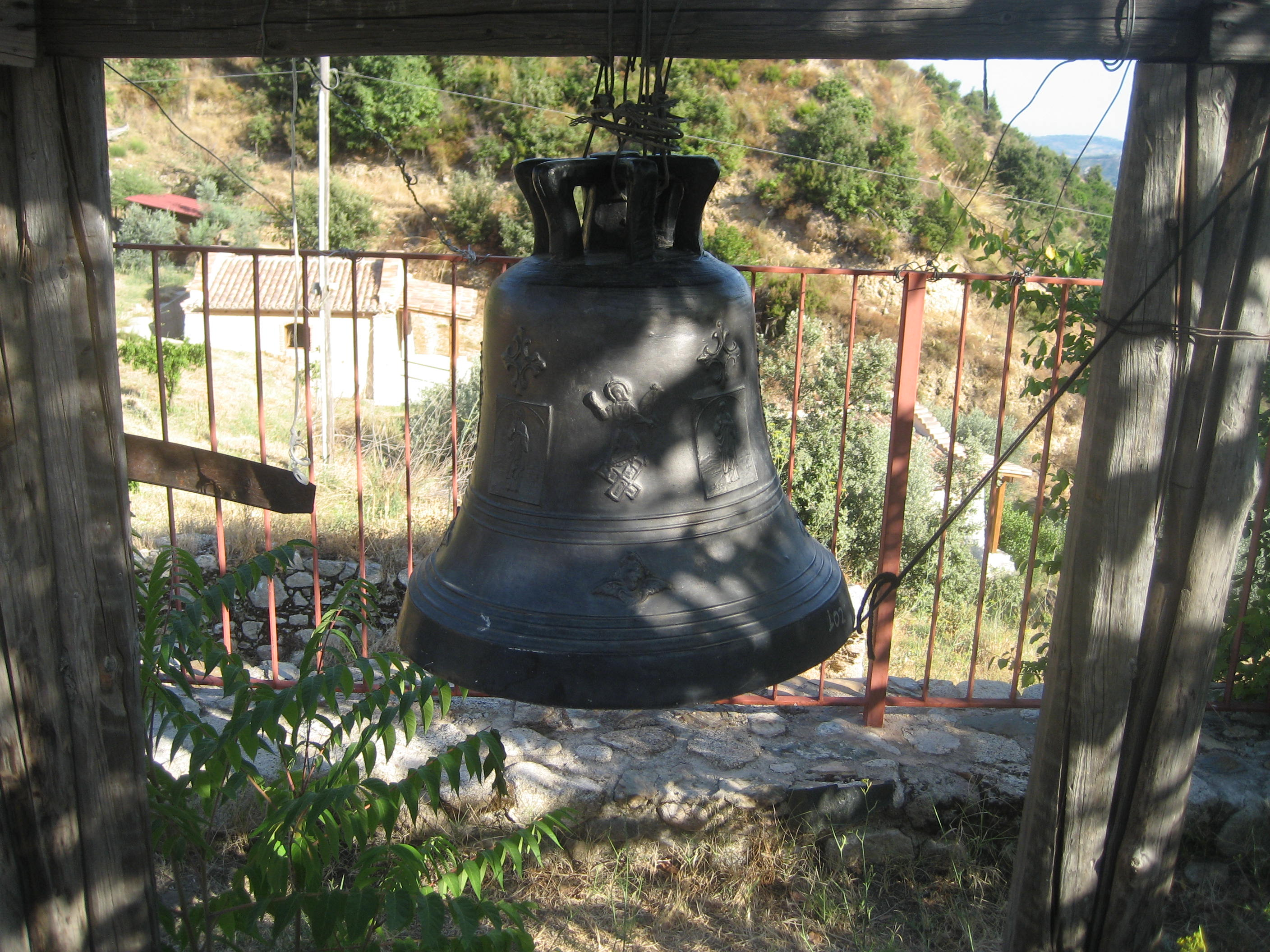
Campana del monastero
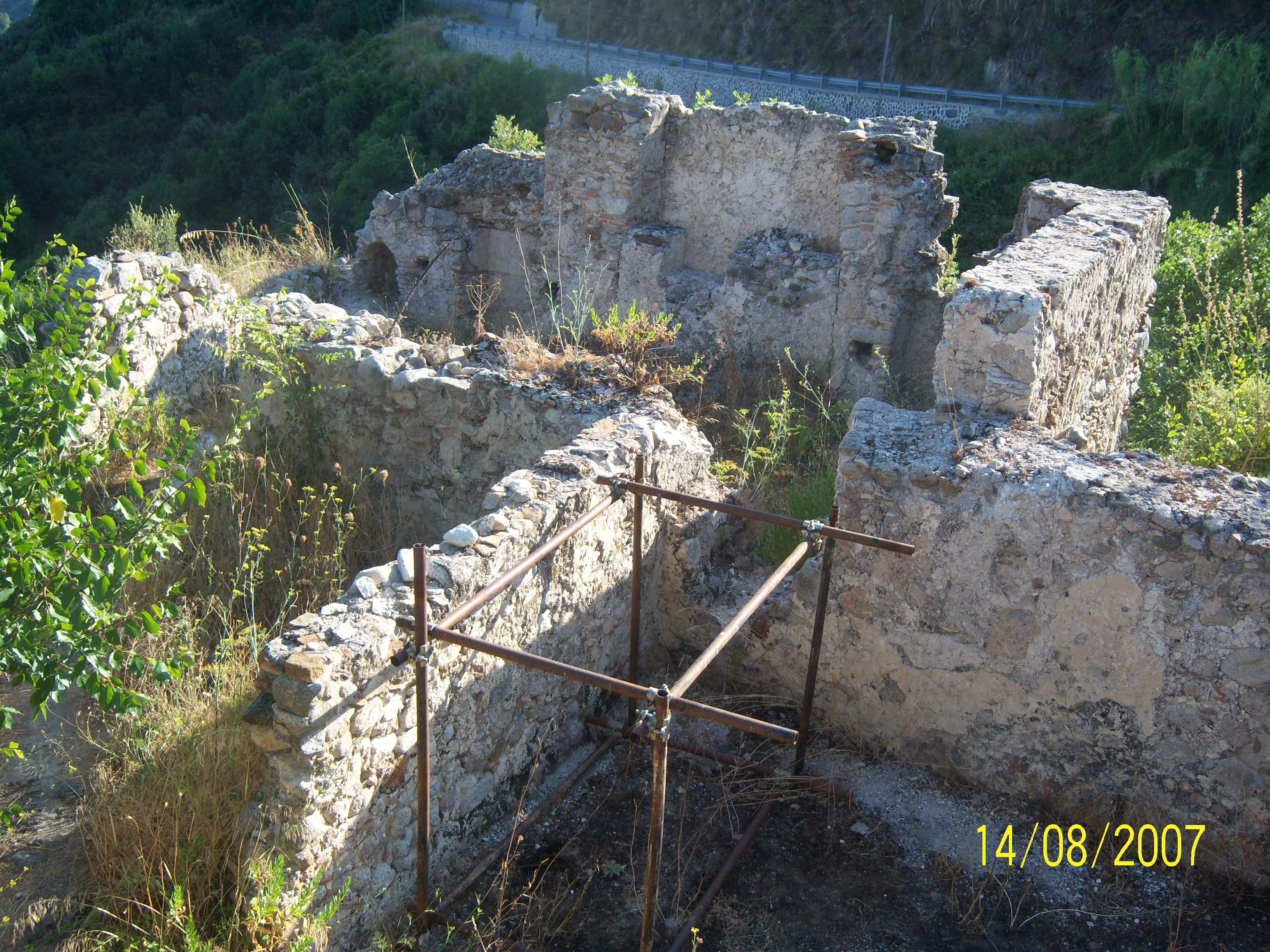
I resti dell'antico convento